# Aéroport de Chandalar Lake
L'aéroport de Chandalar Lake est un aéroport situé en Alaska, aux États-Unis.